# Nantes-ediktet
Nantes-ediktet er en kundgørelse, der blev udstedt i den franske by Nantes den 30. april 1598 af den franske konge, Henrik 4. Ediktet gav huguenotterne (protestanterne) frihed til at dyrke deres religion efter nærmere bestemte regler og overlod dem flere fæstningsbyer. Henrik 4. var protestant og konverterede til katolicismen for at bestige den franske trone.
Ediktet er kendt for tilbagekaldelserne.

Den skete i tre etaper:
1. Ludvig 13. ophævede 1629 protestanternes ret til militær beskyttelse. Det førte bl.a. til belejringen af La Rochelle
2. Kong Ludvig 14. søgte 1660 – 1685 at tvinge protestanternes omvendelse til katolicismen. Det førte til dannelsen af katolsk-fjendtlige hemmelige selskaber
3. Ludvig 14. tilbagekaldte definitivt Nantes-ediktet i 1685. Det førte til mange protestanters (huguenotters) flugt. Mange kom til Danmark og bosatte sig i Fredericia. Herfra kendes franske navne som Betacq, Bottelet, Charnique, Collier, Deleuran, Desmarets, Devantier, Dufour, Dufresne, Dupont, Feut, Fournaise, Hermann (Armand), Honoré, Jourdain, Killemond, La Bové, Le Blond, Le Fevre, Logier, Louison, Marot, Stein, Suppli, Vilain, Villaume, m.m.